# Kelly Rulon
Kelly Kristen Rulon, född 16 augusti 1984 i San Diego, Kalifornien, är en amerikansk vattenpolospelare. Hon ingick i USA:s OS-lag vid två olympiska spel. Rulon gjorde fyra mål i den olympiska vattenpoloturneringen i Aten där USA tog brons. I den olympiska vattenpoloturneringen i London gjorde hon igen fyra mål. I vattenpoloturneringen vid världsmästerskapen i simsport 2009 gjorde Rulon tolv mål och vid Panamerikanska spelen 2011 sex mål. I samband med den amerikanska segern vid olympiska sommarspelen 2012 åstadkom Rulon bedriften att ha tagit guld vid OS, VM och Panamerikanska spelen.
Rulon studerade vid University of California, Los Angeles. Hon har spelat för två italienska klubblag, Roma Pallanuoto och Diavolina Nervi.